# Iranoleon solus
Iranoleon solus is een insect uit de familie van de mierenleeuwen (Myrmeleontidae), die tot de orde netvleugeligen (Neuroptera) behoort. 
Iranoleon solus is voor het eerst wetenschappelijk beschreven door Hölzel in 1968.